# HMS Aberdeen (U97)
«Абердин» (англ. HMS Aberdeen (U97)) — військовий корабель, шлюп типу «Грімсбі» Королівського військово-морського флоту Великої Британії за часів Другої світової війни.

## Історія створення
Шлюп «Абердин» був закладений 12 червня 1935 року на верфі  військово-морської бази у Девонпорті. Спущений на воду 22 січня 1936 року, вступив у стрій 17 вересня того ж року.

## Історія служби
Після вступу у стрій шлюп «Абердин» ніс службу у Середземному морі, де використовувався як посильний корабель командувача Середземноморського флоту. У травні 1937 року вирушив до метрополії для участі у коронації Георга VI та Єлизавети, після чого знову повернувся у Середземне поре. Був відправлений в Суец, де перебував до жовтня 1938 року, після чого переведений на Мальту. У травні 1939 року під час офіційного візиту в Сен-Тропе був викинутий штормом на болотистий берег, після чого відправлений в ремонт на Мальті. Під час ремонту на кораблі була встановлена третя 102-мм універсальна артилерійська установка.
З початком Другої світової війни «Абердин» повернувся до Великої Британії, де ніс службу в Ла-Манші. З червня 1940 року був включений до складу 1-го дивізіону ескортних кораблів. З червня 1941 року - у складі командування Ньюфаундленда, потім - у 41-й ескортній групі Командування Західних сполучень. Супроводжував конвої х Великої Британії до Фрітауна.
У листопаді 1942 року корабель у складі конвою KMF-1 брав участь в операції «Смолоскип». З грудня 1942 року по лютий 1943 року пройшов ремонт, після чого був включений до складу 40-ї ескортної групи. Під час супроводу конвою HX-229A, в полярних широтах 19 березня 1943 року наскочив на плаваючу крижину, внаслідок чого зазнав серйозних пошкоджень. Ремонт корабля тривав до травня, після чого він був включений до складу Західно-Африканського командування. До квітня 1944 року супроводжував конвої між Фрітауном та узбережжям Нігерії, після чого пройшов ремонт в Девонпорті. У серпні повернувся до Фрітауна, до травня 1945 року супроводжував конвої та здійснював пошуково-рятувальне патрулювання.
У серпні 1945 року «Абердин» прибув у Гібралтар, де був виведений в резерв. Наприкінці 1946 року був переведений в Девонпорт. Наприкінці 1948 року зданий на злам.